# 文武大王號驅逐艦
文武大王號驅逐艦（DDH-976 문무대왕）是韓國海軍中的忠武公李舜臣級驅逐艦。該驅逐艦的名稱來源自新罗文武王。
2009年3月， 文武大王號驅逐艦被派往海外保护商船免受索馬利亞海盜袭击。
2018年4月，為了拯救被绑架的韩国渔民，文武大王號驅逐艦被部署到加纳。
截至2021年7月19日，文武大王號驅逐艦累計247人感染2019冠狀病毒病，佔船上300多名海軍的80%以上。